# 西市町 (岩倉市)
西市町（さいちちょう）は、愛知県岩倉市の地名。

## 地理
岩倉市西部に位置する。西は一宮市・北島町、南は新柳町・大地町、北は鈴井町・宮前町に接する。

## 歴史

### 人口の変遷
国勢調査による人口および世帯数の推移。
| 1995年（平成7年）  | 629世帯 1750人  |  |
| 2000年（平成12年） | 634世帯 1824人  |  |
| 2005年（平成17年） | 760世帯 2156人  |  |
| 2010年（平成22年） | 886世帯 2441人  |  |
| 2015年（平成27年） | 935世帯 2398人  |  |
| 2020年（令和2年）  | 1004世帯 2438人 |  |

### 沿革
- 1971年（昭和46年） - 岩倉市岩倉の一部により、同市西市町が成立[2]。
- 1976年（昭和51年） - 一部が新柳町・中央町に編入される[2]。

## 交通
- 愛知県道名古屋江南線[1]
- 愛知県道浅野羽根岩倉線[1]

## 施設
- 岩倉市立岩倉中学校[1]
- 西部保育園[1]
- 皇女社[1]
- 天台寺門宗地蔵寺[1]
- 日蓮正宗興道寺[1]

### WEB
1. ↑  “愛知県岩倉市の町丁・字一覧”.   人口統計ラボ. 2024年2月19日閲覧。
2. 1 2  総務省統計局 (2022年2月10日). “令和2年国勢調査の調査結果(e-Stat) - 男女別人口，外国人人口及び世帯数－町丁・字等” (CSV). 2023年8月2日閲覧。
3. ↑  “愛知県岩倉市の郵便番号一覧”.   日本郵便. 2024年2月19日閲覧。
4. ↑  “市外局番の一覧” (PDF).   総務省 (2022年3月1日). 2022年3月22日閲覧。
5. ↑  “ナンバープレートについて”.   一般社団法人愛知県自動車会議所. 2024年1月21日閲覧。
6. ↑  総務省統計局 (2014年3月28日). “平成7年国勢調査の調査結果(e-Stat) - 男女別人口及び世帯数 －町丁・字等” (CSV). 2021年7月20日閲覧。
7. ↑  総務省統計局 (2014年5月30日). “平成12年国勢調査の調査結果(e-Stat) - 男女別人口及び世帯数 －町丁・字等” (CSV). 2021年7月20日閲覧。
8. ↑  総務省統計局 (2014年6月27日). “平成17年国勢調査の調査結果(e-Stat) - 男女別人口及び世帯数 －町丁・字等” (CSV). 2021年7月21日閲覧。
9. ↑  総務省統計局 (2012年1月20日). “平成22年国勢調査の調査結果(e-Stat) - 男女別人口及び世帯数 －町丁・字等” (CSV). 2021年7月21日閲覧。
10. ↑  総務省統計局 (2017年1月27日). “平成27年国勢調査の調査結果(e-Stat) - 男女別人口及び世帯数 －町丁・字等” (CSV). 2021年7月21日閲覧。

### 書籍
1. 1 2 3 4 5 6 7 8 9  「角川日本地名大辞典」編纂委員会 1989, p. 1613.
2. 1 2  「角川日本地名大辞典」編纂委員会 1989, p. 589.